# Coniesta
Coniesta é um gênero de mariposa pertencente à família Crambidae.